# Jenny-Wanda Barkmann
Jenny Wanda Barkmann (Amburgo, 30 maggio 1922 – Danzica, 4 luglio 1946) è stata una militare tedesca, guardia di numerosi campi di concentramento nazisti.

## Biografia

### Primi anni e servizio nei campi di concentramento
Jenny trascorse la sua infanzia ad Amburgo, in Germania. Nel 1944 divenne una Aufseherin nel campo femminile di Stutthof SK-III, dove era solita percuotere brutalmente i prigionieri, a volte uccidendoli. Era anche incaricata di selezionare donne e bambini per le camere a gas; era tanto violenta e brutale da essere soprannominata "Il bello spettro".

### Cattura e processo
All'arrivo dei sovietici la Barkmann fuggì da Stutthof e fu arrestata alla stazione di Danzica nel maggio 1945, mentre tentava di lasciare la Polonia. Fu così incarcerata e messa sotto accusa nel Processo di Stutthof, dove fu accusata oltretutto di aver tentato di corrompere le guardie del carcere. Fu dichiarata colpevole, dopodiché dichiarò:

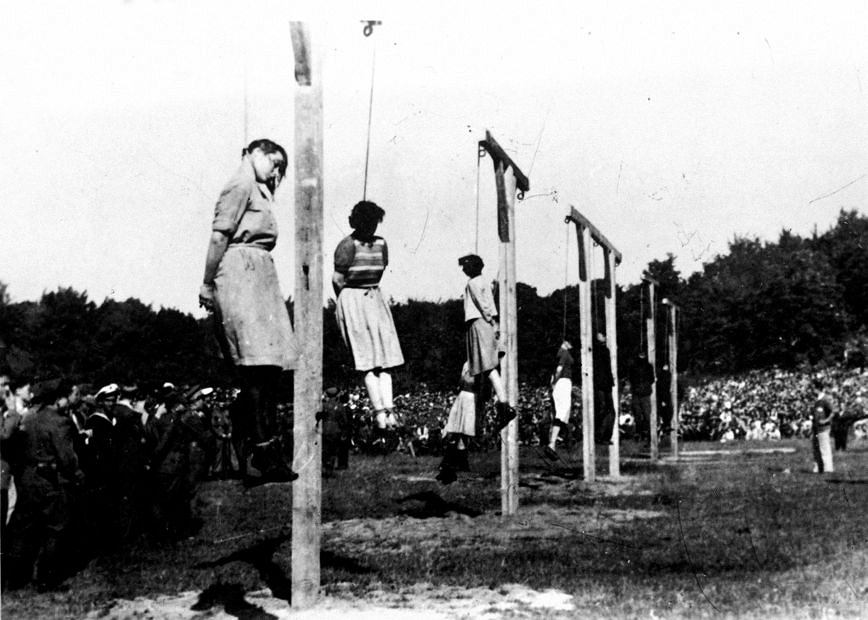
Pubblica esecuzione delle guardie del campo di concentramento di Stutthof

La Barkmann fu pubblicamente impiccata a Biskupia Górka (nei pressi di Danzica) il 4 luglio 1946, a 24 anni.